# Čičmany
Čičmany es un municipio del distrito de Žilina en la región de Žilina, Eslovaquia, con una población estimada a final del año 2024 de 124 habitantes.
Se encuentra ubicado al oeste de la región, cerca del curso alto del río Váh (cuenca hidrográfica del Danubio) y de la frontera con la región de Trenčín.

## Demografía
| Año        | 1994 | 2004     | 2014     | 2024     |
| ---------- | ---- | -------- | -------- | -------- |
| Población  | 281  | 204      | 152      | 124      |
| Diferencia |      | −27,40 % | −25,49 % | −18,42 % |

| Año        | 2023 | 2024    |
| ---------- | ---- | ------- |
| Población  | 121  | 124     |
| Diferencia |      | +2,47 % |